# Hesdigneul-lès-Béthune
Hesdigneul-lès-Béthune ist eine französische Gemeinde mit 842 Einwohnern (Stand: 1. Januar 2022) im Département Pas-de-Calais in der Region Hauts-de-France. Sie gehört zum Arrondissement Béthune, zum Kanton Nœux-les-Mines und zum Gemeindeverband Béthune-Bruay, Artois-Lys Romane.

## Geographie
Die Gemeinde Hesdigneul-lès-Béthune liegt an der Lawe im Nordfranzösischen Kohlerevier, vier Kilometer südwestlich des Stadtzentrums von Béthune. Umgeben wird Hesdigneul-lès-Béthune von den Nachbargemeinden Gosnay im Nordewestn und Norden, Fouquières-lès-Béthune im Norden und Nordosten, Vaudricourt im Osten, Houchin im Südosten, Haillicourt im Süden sowie Bruay-la-Buissière im Westen. An die Steinkohlebergbau-Tradition in und um Hesdigneul-lès-Béthune erinnern noch Reste von heute überwachsenen Abraumhalden im Südosten der Gemeinde.

## Bevölkerungsentwicklung
| Jahr                       | 1962 | 1968 | 1975 | 1982 | 1990 | 1999 | 2006 | 2013 | 2022 |
| -------------------------- | ---- | ---- | ---- | ---- | ---- | ---- | ---- | ---- | ---- |
| Einwohner                  | 817  | 898  | 843  | 759  | 791  | 771  | 824  | 828  | 842  |
| Quellen: Cassini und INSEE |      |      |      |      |      |      |      |      |      |

## Sehenswürdigkeiten
- Kirche Saint-Denis aus dem 16. Jahrhundert, seit 1913 Monument historique
- Schloss aus dem 18. Jahrhundert, seit 1987 Monument historique

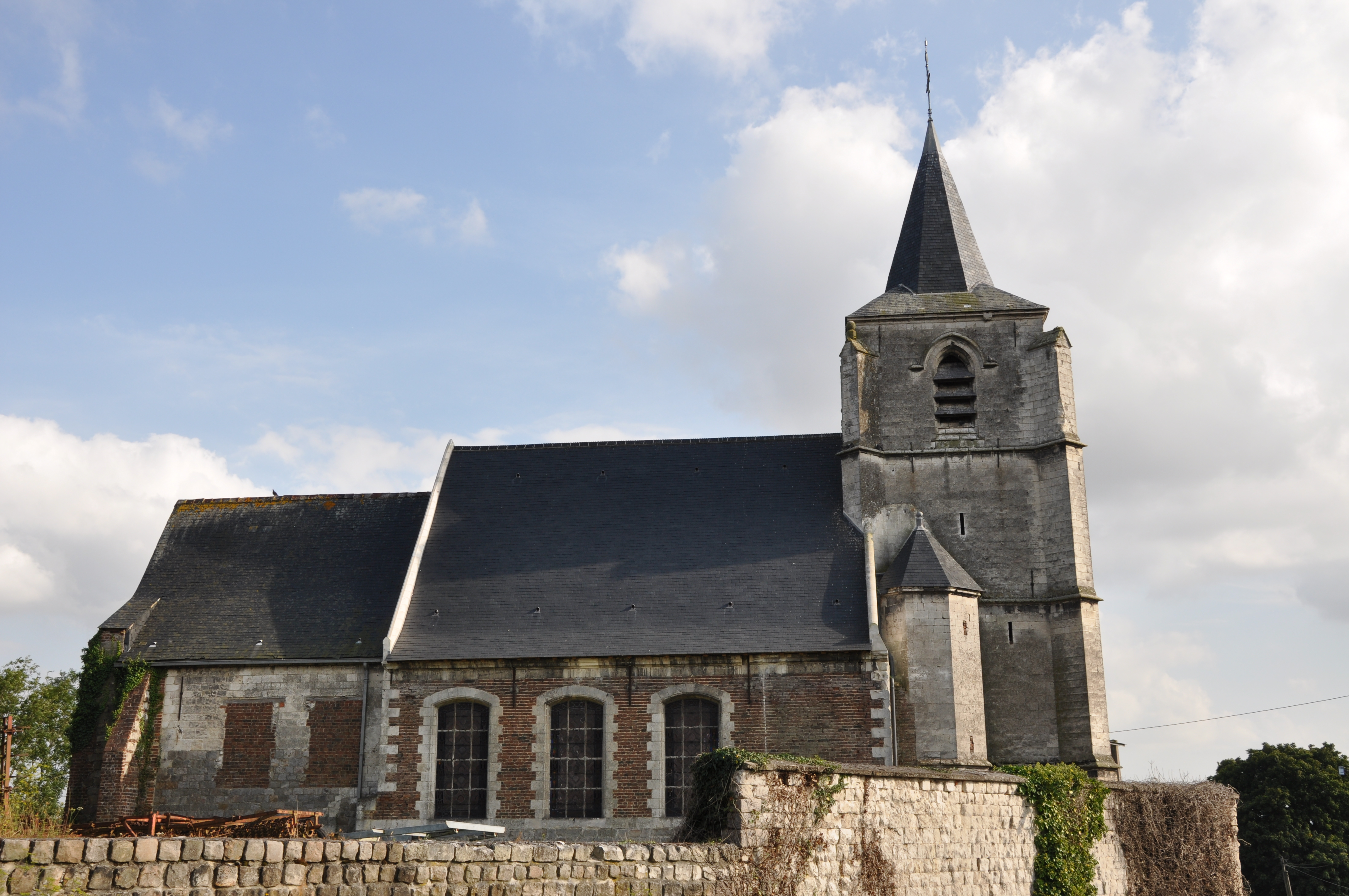
Kirche Saint-Denis

- Wasserturm